# حارة النصر (زنجبار)

تعديل مصدري - تعديل

النصر هي إحدى حارات حي فرحان بمدينة زنجبار التابعة لمحافظة أبين، بلغ تعداد سكانها 1588 نسمة حسب تعداد اليمن لعام 2004.